# Порок и добродетель
«Порок и добродетель» (фр. Le vice et la vertu) — французский фильм 1963 года режиссёра Роже Вадима.
Фильм является вольной экранизацией романа «Жюстина» маркиза де Сада, действие которого перенесено во время Второй мировой войны в оккупированную немцами Францию. Провокационный фильм, эксплуатационно снятый в жанре «women in prison» и «nazi-exploitation».

## Сюжет
1944 год, оккупированная немцами Франция. В Париже живут две сестры — Жюстина и Жюльетта.
Жюстина готовится выйти замуж Жана, участника Сопротивления, но их арестовывает гестапо.
Жюльетта — любовница немецкого генерала фон Бамберга, становится свитетелем как её покровителя отравляет полковник СС Эрик Шерндорф, считающий фон Бамберга предателем и ключевой фигурой в тайном плане по изменению не только баланса сил в Берлине.
Жюльетта, не имея другого выхода, становится любовницей Шерндорфа, и он любит наблюдать за её реакцией когда нацисты пытают членов Сопротивления.
Жюстину и отправляют в замок где-то во французской сельской местности — бордель для нацистских лидеров, где другие девушки, живущие в замке, предупреждают Жюстину следовать приказам садистской мадам замка, если она хочет остаться в живых.
В то время как Третий Рейх разваливается, Шорндорф вместе с Жюльеттой бежит в замок, где идёт «пир во время чумы». Жюльетта находит Жюстину, и пытается заставить её бежать. Но Жюстина хочет испытать судьбу своих спутников.

## В ролях
В главных ролях:
- Кэтрин Денёв — Жюстин Моран
- Анни Жирардо — Жюльетта Моран, сестра Жюстины, любовница Шорндорфа
- Робер Оссейн — Эрих Шорндорф, полковник СС

В остальных ролях:
- Отто Хассе — генерал фон Бамберг
- Филипп Лемер — Ганс Штрайхер, группенфюррер СС
- Лучана Палуцци — Хелена, заключённая номер 88
- Валерия Чанготтини — Мануэла, заключённая номер 113
- Поль Гегафф — доктор, эсэсовец
- Серж Марканд — Айван Штраус, боксёр, рядовой
- Доротея Бланк — эсэсовка, подруга Айвана
- Жорж Пуджули — лейтенант Хох
- Мишель де Ре — профессор Наройорц, астролог
- Говард Вернон — генерал СС
- Марианна Харди — «мадам», эсэсовка
- Астрид Херен — Даниэла, заключённая номер 73
- Жан-Пьер Оноре — Жан, муж Жюстины
- Анри Ламбер — Фриц, боксер
- Лена фон Мартенс — Ханка
- Жан-Даниэль Симон — Людвиг
- Жак Сейлер — барон Тельтманн, посол Швеции
- Анри Атталь — гестаповец
- Доминик Зарди — гестаповец
- Анна Либерт — заключённая номер 84
- Моник Мессина — Анна, заключённая номер 111
- Пьер Гуальди — немецкий генерал
- Роберт Дальбан — немецкий солдат
- Барбара Квятковская-Ласс — официантка
- Урсула Кюблер — эсэсовка

## Съёмки
Места съёмок — замок «Château de Fénelon» на юге Франции, парижский отель «Hôtel Lutetia» и отель «Château de la Treyne» в департаменте Лот.
На момент съёмок режиссер Роджер Вадим и актриса Кэтрин Денёв были в отношениях, в том же году родился их общий сын.
В этом фильме Катрин Денёв с необычным цветом волос — режиссёр настоял, чтобы брюнетка Денёв покрасилась в блондинку, чтобы подчеркнуть невинный и добродетельный характер Жюстины.